# بسیکس
بسیکس (انگلیسی: Besix) شرکت ساخت‌وساز بلژیکی است، که در سال ۱۹۰۹ تأسیس شد.